# C. H. Nissen
C. H. Nissen fue un futbolista brito-argentino. Jugó como mediocampista e integró los primeros equipos de la historia de Rosario Central.

## Carrera

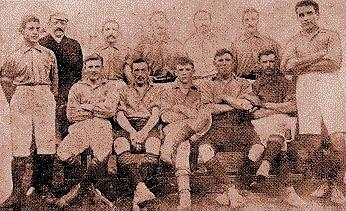
Una formación de Rosario Central a principios del. Parados: A. Postel, Stockens, Juan Díaz, J. M. H. Grant, C. H. Nissen, Thompset, Zenón Díaz; sentados: Dawes, Danny Green, Harry Hayes, E. Palling, Wells.

Nissen llegó como muchos otros desde el Reino Unido para trabajar en el Ferrocarril Central Argentino. Al mismo tiempo se enroló en las filas del incipiente equipo rosarino, integrando la primera formación canalla en un partido oficial el año 1903; fue el 26 de julio ante Rosario Athletic (actual Atlético del Rosario). El cotejo correspondió a la Copa Competencia Chevallier Boutell, y finalizó con victoria rival. Integró la línea media, jugando por el sector derecho, junto a Postel y Julio Cantón. Además, el 16 de junio de 1905 formó parte del seleccionado rosarino que enfrentó al Nottingham Forest de Inglaterra, primer equipo europeo en pisar tierras argentinas. Fue convocado para dicho encuentro con sus compañeros de Central Zenón Díaz, A. Norris, Armando Ginocchio y Daniel Green.   Prolongó sus actuaciones en el primer equipo centralista hasta 1905.

## Clubes
| Club            | País      | Año       |
| --------------- | --------- | --------- |
| Rosario Central | Argentina | 1903-1905 |